# Bernhard Cantzler
Bernhard Cantzler (* um 1566 wahrscheinlich in Jagsthausen; † im 17. Jahrhundert)  war ein deutscher Kartograph und Spitalmeister.

## Leben
Bernhard wurde als Sohn von Johann Cantzler, Pfarrer und Amtmann derer von Berlichingen in Jagsthausen, und Anna Lederer geboren. Der Vater stammte aus Miltenberg. Bernhard wurde erstmals 1581 in Jagsthausen als Pate erwähnt.
1583 wurde er in Heidelberg immatrikuliert; ein Jahr später verfasste er ein Gedicht auf seinen Freund Andreas Raselius in Heidelberg. Vor 1587 war er Präceptor bei den Söhnen H. R. von Berlichingen.
Um 1592 heiratete er Ursula und war in Aub in Franken tätig. In den Jahren 1594 bis 1597 war es Adelsheimischer Vogt in Wachbach. Danach bis 1605 war er Spitalmeister in Wertheim, wo der mächtige Südflügel des Spitals 1603 nach seinen Vorstellungen erbaut wurde. Dann begann seine Tätigkeit in der Grafschaft Erbach.
Bernhard Cantzler und Graf Friedrich Magnus muss die Liebe zur Mathematik und den ihr verwandten Wissenschaften verbunden haben, denn in dem Vorwort zu seinem Feldmesserbüchlein schrieb Cantzler 1622: „Es hat aber weiland .../ Herr Friderich Magnus … mir darzu nit wenig anleitung geben: Inmassen demselbe als einem sondern Liebhaber unn Verständige der Mathematischen Künsten / aller Feldmässer Irrthum sehr mißfallen: unnd solches Büchleins publicirung gern befürdert gesehen“.

## Wissenschaftliche Leistungen

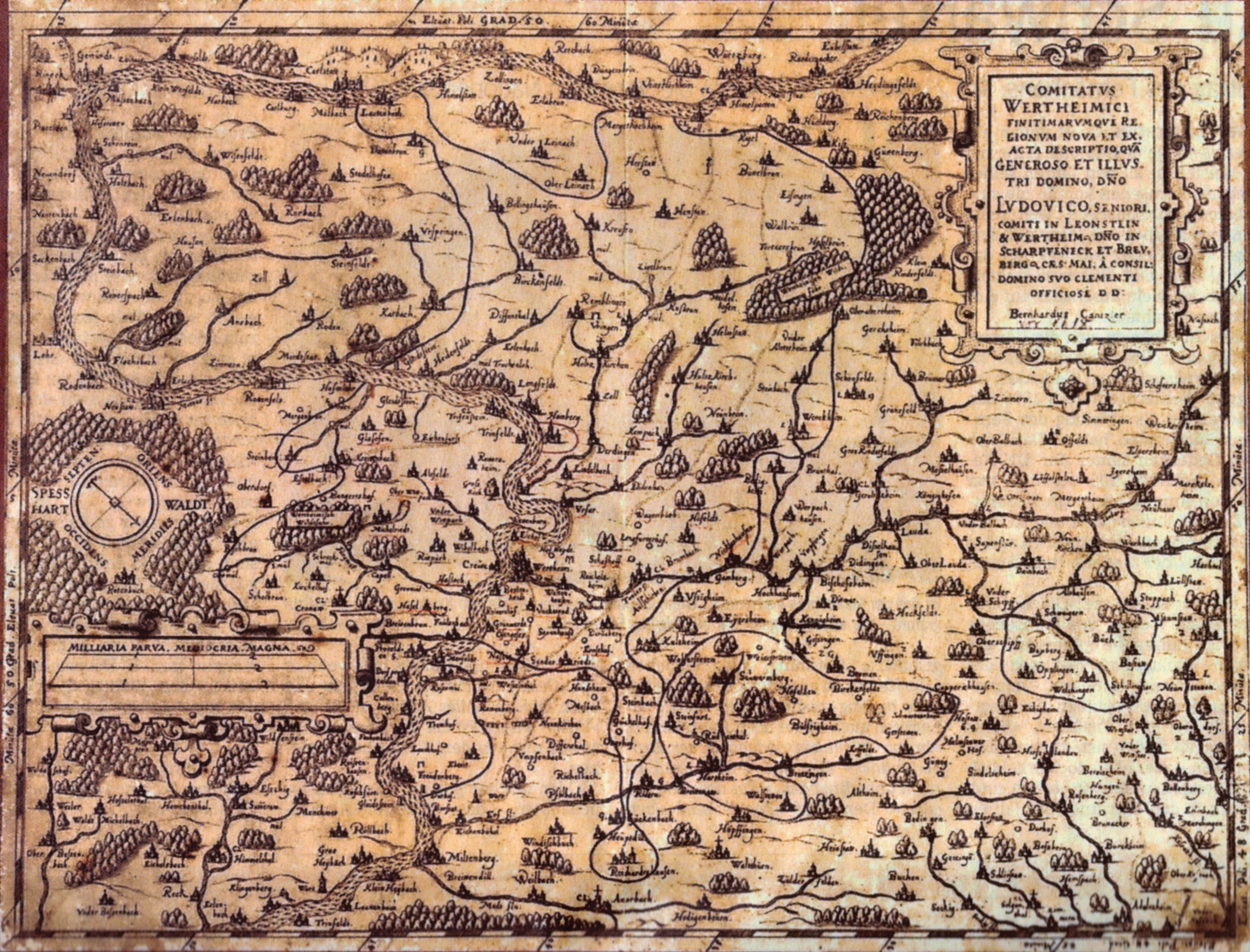
Comitatus Wertheimici von Bernhard Cantzler

Während seiner Tätigkeit erstellte er einige Karten. Bernhard Cantzlers war von 1598 bis 1605 Spitalmeister in Wertheim, wo der mächtige Südflügel des Spitals 1603 nach seinen Vorstellungen erbaut wurde. In der Zeit muss die Karte entstanden sein. 1620 sind Vermessungen in Waldeck belegt und 1628 erstellte er die Erbacher Grafschaftkarte. Mit der Herausgabe des Büchleins Vom Feldmässen 1622 schuf er das Handbuch der Kartographen für zwei Jahrhunderte.

## Werke
- Vom Feldmässen: Kurtzer vnnd gründlicher Bericht/ wie man allerley Felder auß rechtem Geometrischem Grunde abmässen: inn gleiche oder vngleiche Theil vertheilen: auch die Rechnung auff eine sonderbare leichte Art verrichten solle ; Darbey auch die Irrthumben ... bey den gemeinen vnd vnfundirten Feldmässern ... entdeckt werden. Gedruckt zu Nürnberg/ bey Simon Halbmayern, 1622
- Erbacher Grafschaftskarte von 1628. Sächsische Landesbibliothek – Staats- und Universitätsbibliothek Dresden – SLUB/KS A 6786; www.deutschefotothek.de, Suche: df_dk_0006698